# Турецький бастіон

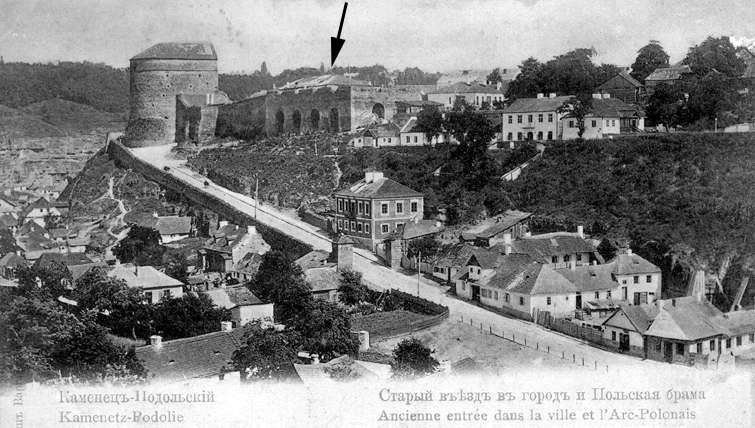
Турецький бастіон (показано стрілкою) на листівці початку 20 століття. Зліва біля нього — башта Стефана Баторія

Туре́цький бастіо́н (інші назви — гарматний рондель, дівочий рондель, форт Дальке) — оборонна споруда в Старому місті Кам'янця-Подільського. Пам'ятка містобудування та архітектури України національного значення. Як зазначають фахівці, «в будівельній історії фортифікації міста пам'ятка є одним із прикладів логічного завершення стратегічно важливого на різних етапах оборонного пункту» . Бастіон входив до системи північно-західних укріплень Кам'янця-Подільського (ці укріплення мають ще назву Верхня Польська брама). Турецький бастіон — значна за розмірами аркова споруда. Має чотири прогони.

## Історія пам'ятки
Укріплення в цьому місці, надзвичайно зручному для обстрілу дороги, що веде до міста, існували раніше. Турки, які 1672 року захопили Кам'янець-Подільський, удосконалили його фортифікацію, використавши камінь з поруйнованого монастиря домініканок. Кам'янчани з іронією називали укріплення «дівочими горщиками».
1753 року німецький інженер-фортифікатор Кристіан Дальке, який був комендантом фортеці, провів реконструкцію укріплень. Звідси ще одна їх назва — форт Дальке. На початку 19 століття за проектом військового інженера Дементія Мелещенова на бастіоні було збудовано провіантний магазин (склад). Кам'яні склепіння казематних приміщень, що стали руйнуватися на початку 19 століття, спочатку зміщнили кам'яними та дерев'яними стовпами, а потім повністю переклали. Після цього приміщення казематів стали використовувати під склади.
1856 року місцевий театрал Ян Пекарський пристосував магазин на бастіоні під театр. Перші п'ять років п'єси ставилися польською мовою, а з 1861 року — російською. Київський журналіст, який 1863 року відвідав Кам'янець-Подільський, писав: „Ще одне з громадських задоволень — театр — був майже зачинений. Він виставляв найсентиментальніші з російських п'єс — як от «Параша-сибірячка». Місця залишалися порожніми, крім місць для деяких представницьких осіб міста та військових, але й там було невесело. Театр розміщувався в якомусь будинку зі старовинних прибудов до міського муру, буфет тісний і нікчемний — повна нудьга“ .
У травні 1918 року театр згорів. Тепер тільки з фотографії Степана Ніколаєва можна побачити, яким був тодішній кам'янецький театр. Разом із ним зник і невеликий Театральний провулок, який проходив тут.
Турецький бастіон суцільним кам'яним муром з'єднувався з Вітряною брамою. На початку 20 століття, щоб поліпшити умови проїзду, ділянку оборонного муру, що примикав до Вітряної брами із заходу, розібрали на ширину проїзду .
1965 року на бастіоні проведено консерваційні роботи.

## Архітектурні особливості
Бастіон у плані майже квадратний зі стороною 35,5 метра. Західну та південну стіни вирішено аркадами: чотирипрогонною — із заходу та двопрогонною — з півдня. Висота бастіону з боку південної аркади понад 11 метрів, з боку західної — понад 9 метрів. Протилежна сторона бастіону з боку міста була вдвічі нижчою (тепер її зруйновані залишки засипано).
Чотири приміщення давніх казематів мають анфіладну планувальну структуру. Розміри приміщень однакові: ширина 6 метрів, довжина 9 метрів. Вхід до них розташовувався через кам'яний тамбур при наріжному казематі (тепер закладено). Всі приміщення каземату перекрито коробчатими склепіннями й на половину своєї висоти засипано.